# Cheetham Hill
Cheetham Hill är en stadsdel i Manchester, i distriktet City of Manchester, i grevskapet Greater Manchester, England, Storbritannien. Antalet invånare är 12 846.  Närmaste större samhälle är Manchester, 2,0 km söder om Cheetham Hill. Cheetham var en civil parish från 1866 till 1896 då den blev en del av North Manchester. Denna civil parish hade 29 590 invånare år 1891.